# Garganta de los Hornos
Garganta de los Hornos, popularmente conocida como La Aldea es una pedanía (también llamado anejo) del municipio Navacepedilla de Corneja, al sudoeste de la provincia de Ávila, en Castilla y León, España.

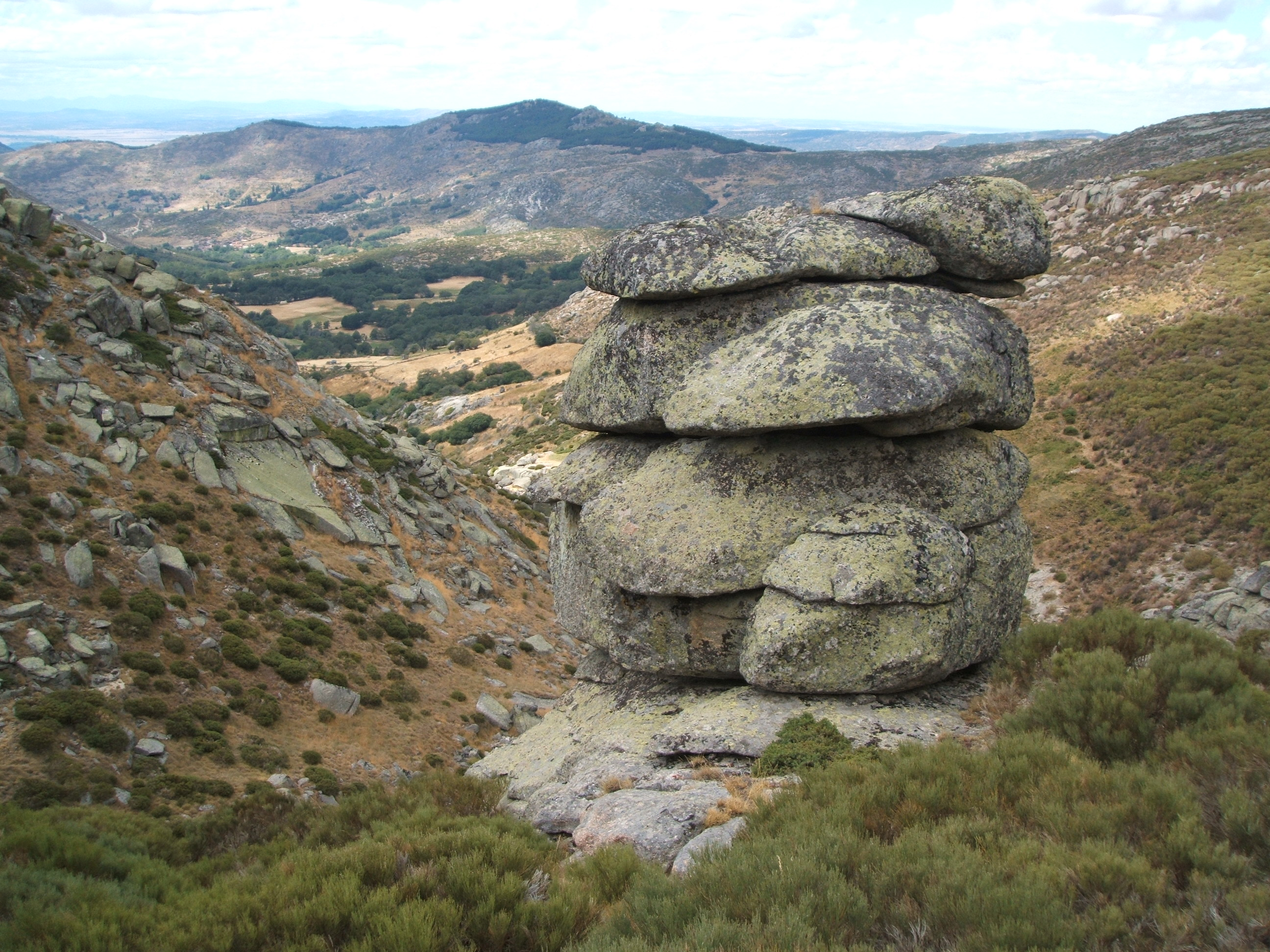
Tor. Al fondo Garganta de los Hornos.

Está situada junto al río Corneja y comunicada con Navacepedilla de Corneja a través de una carretera local de aproximadamente dos kilómetros de longitud.